# 王炳照
王炳照（1934年—2009年），男，河北景县人，中国教育学家，曾任北京师范大学教授，博士生导师。